# Jatropha rufescens
Jatropha rufescens är en törelväxtart som beskrevs av Townshend Stith Brandegee. Jatropha rufescens ingår i släktet Jatropha och familjen törelväxter. Inga underarter finns listade i Catalogue of Life.